# Эльдгьяу
Эльдгьяу (исл. Eldgjá) — вулкан c проходящим по нему каньоном длиной до 8 км в Исландии.

## Описание
Эльдгьяу — крупнейший вулканический каньон в мире с глубиной до 150—270 метров и шириной до 600 метров. Представляет собой центральную вулканическую систему вулкана Катла длиной 75 км на юге страны и расположен южнее Исландского плато. К северо-востоку от каньона расположены Кратеры Лаки, принадлежащие к той же вулканической системе.
Первое документально зафиксированное извержение в 934 году было самым масштабным базальтовым излиянием (трапповым магматизмом) в исторические времена — из земли вылилось до 18,3 км³ магмы. Разлив лавы составил до 800 км².
В северной части каньона расположен водопад Оувайрюфосс, через который ранее проходил природный каменный мост. Однако в 1993 году мост обрушился в результате сильного потока воды из талого льда.
В этой северной части каньона, включающей водопад и окружающие территории, в 2011 году образован Национальный парк Ватнайёкюдль.
Каньон был открыт исландским геологом и географом Торвальдуром Тороддсеном в 1893 году.
Добраться до (части) каньона можно с помощью кольцевой дороги (отрезок дороги возле посёлка Киркьюбайярклёйстюр).

## Извержение 934—940 годов
Эльдгьяу возник, вероятно, во время крупного извержения 934—940 годов, когда на поверхность вылилось до 18,3 км³ магмы, а в воздух было выброшено до 1,3 км³ тефры и 219 ± 20 Мт диоксида серы. В ранней литературе начало извержения относят к 934 году, однако в 2018 году момент основной фазы извержения был уточнён по ледяным кернам Гренландии и привязан к 939 году. Извержение вызвало уменьшение на 2 °C средней температуры лета в большинстве мест умеренной и полярной зоны Северного полушария.

### Возможная последовательность серии извержений
Серия извержений началась с массивного взрывного извержения на юго-западном конце вулканической системы, который находится под ледником Мирдальсйёкюдль. В то же время была вспышка в кальдере Катла, к которой присоединились эффузивные извержения на севере, в примыкающей к Мирдальсйёкюдлю свободной ото льда части системы.
Это вызвало йёкюльхлёйпы (ледниковые потопы) в восточном направлении по отношению к зандру Мирдальссандюр и в северном направлении по отношению к зандру Майлифедльссандюр. Одновременно началось извержение в кальдере Катлы, к которому присоединились эффузивные извержения на севере вулканической системы, бывшей свободной ото льда.
Средняя часть вулканической системы, современный каньон Эльдгьяу, возник в следующей фазе извержения. В конце возникли извержения на северо-восточной границе Ватнайёкюдля. Серия извержений длилась 3—4 года, начавшись взрывной фазой и закончившись эффузивной фазой.

### Следы извержения

Оувайрюфосс в 1975 году

Стены каньона состоят из палагонита, но покрыты шлаком. Отдельные следы позволяют говорить о наличии лавовых столбов. На дне каньона также существуют активные шлаковые кратеры.

### Влияние на окружающую среду
Извержение Эльдгьяу было крупнее извержений Кратеров Лаки в XVIII веке и масштабнее извержения вулкана Тамбора в 1815 году. В воздух было выброшено 219 миллионов тонн диоксида серы, где произошла её реакция с водой и кислородом и образовалось около 450 миллионов тонн серной кислоты. Атмосферные аэрозоли должны были покрыть большую часть северного полушария, а последствия — ощущаться несколько лет, однако исторических свидетельств тех времён очень мало. Район, где толщина слоя свежевыпавшего пепла превышала 0,5 см, занимает более 20 тыс. км².

### Влияние на население

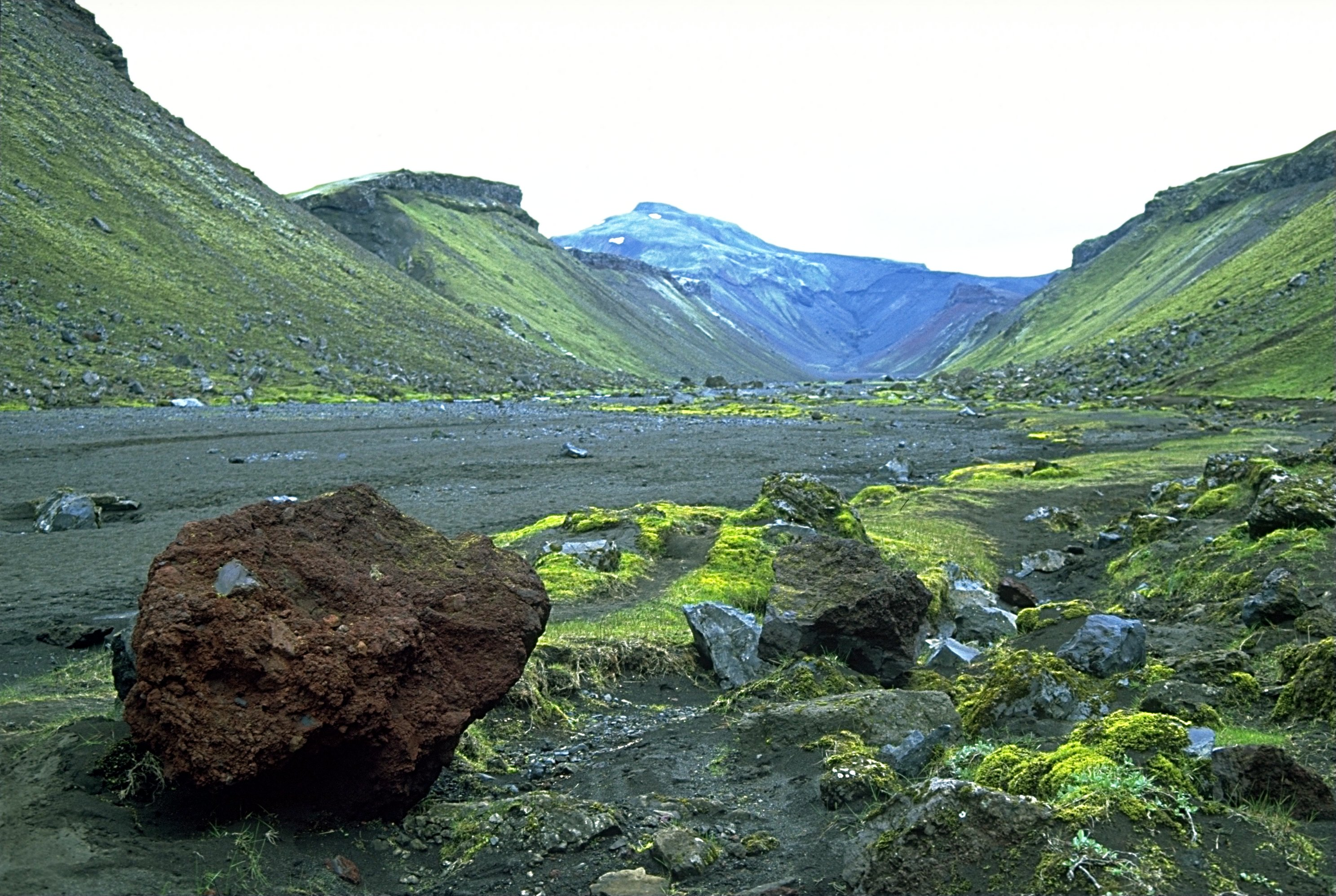

Влияние на население должно было быть опустошительным, однако, что удивительно, ни в одном из известных исландских средневековых источников это извержение прямо не упоминается — ни в «Ланднаумабоуке», ни в «Книге об исландцах», истории Исландии, написанной Ари Мидримом. Относительно отсутствия информации о таком значительном событии существуют различные теории, одна из них — чтобы не отпугивать людей от дальнейшего заселения Исландии.
Однако в 2018 году группа авторов исследования во главе с Клайв Оппенхаймер из Кембриджского университета указала на фрагмент «Прорицание вёльвы» из сборника песен о богах и героях «Старшая Эдда», в котором увидела описание извержения вулкана, и даже увязала его влияние с последовавшими к концу X века культурными и религиозными изменениями, а именно христианизации. Отмечая также сведения о слабом кроваво-красном Солнце в ирландских, германских и итальянских хрониках этого периода, один из авторов работы, Тим Ньюфилд из Университета Джорджтауна, подчёркивает:

Извержение было довольно сильным, и всё же удивительно, что осталось довольно много исторических свидетельств его последствий. Страдания людей из-за проснувшегося Эльдгьяу охватили большую территорию. От северной Европы до северного Китая людям пришлось пережить суровые зимы и сильные засухи весной и летом. Случались нашествия саранчи, мор домашнего скота. Не везде был массовый голод, но в начале 940-х гг. были записи о нехватке еды и высокой смертности в некоторых частях Германии, Ирака и Китая.